# سهروردیه
سهروردیه یکی از طریقت‌های تصوف است، که سلسله پیرانش به عارف سده ششم ابوالنجیب سهروردی می‌رسد. پس‌از ابوالنجیب رهبری طریقت به برادرزاده ش شهاب‌الدین عمر سهروردی، صاحب عوارف المعارف رسید. شیخ رکن‌الدین ابوالفتح سهروردی را نیز در میان بزرگان این سلسله برمی‌شمارند.
در مکتب تصوف سهروردیه عرفان با تَشَرُّع و زُهد درهم آمیخته و تصوف عبارت از زهد و عبادت و رعایت فرایض دینی و تکیه بر دعا و ذکر است. در بین سالکان طریقت سهروردیه، خواندن رساله قشیریه، احیاء علوم الدین و آثار ابن عربی معمول بوده است.
ابوالمجد محمد بن مسعود تبریزی هم در سفینه تبریز از استاد و مرشد ش، جلال‌الدین عبدالحمید عتیقی، نام برده، که از مشایخ عرفان در تبریز بوده است. ابن فوطی نیاکان جلال‌الدین عتیفی را از سلسله سهروردیه دانسته است، که سند خرقه شان به ابوالنجیب سهروردی می‌رسد. ابن فوطی از استاد و مرشد ش، کمال‌الدین احمد بن عبدالعزیز مراغی، قاضی سراو، نقل می‌کند: «امام کمال‌الدین عتیق بن عبداللطیف از دست رکن‌الدین ابوالغنائم محمد سجاسی خرقه پوشید و او از دست مزیدالدهر قطب‌الدین ابهری و او از دست شیخ‌الاسلام ابوالنجیب سهروردی»